# ウエストポート (ニュージーランド)
ウエストポート (Westport) はニュージーランド、南島のウェスト・コースト地方にある町である。南島の北海岸、ブラー川の河口に位置する。ファウルウインド岬が近くにある。人口は4,380人（2020年）。
この町はアイルランドのコノート地方にあるウェストポートから名づけられたと考えられている。また、この名前は町の位置から選ばれた。街は碁盤目状で整然とした町並み。

## 経済
経済活動は漁業、鉱業（石炭）、酪農を基本としている。歴史的には金採掘が主な産業であり、また石炭採掘は今日よりもはるかに大規模に行われていた。原生林の伐採は1999年に停止されるまで行われていた。
ホルキム社が毎日ウエストポート港を利用してセメント製品を船で出荷している。

## 観光
この地域には、ファウルウインド岬、Oparara Basin Archesまたはブラー峡谷のようないくつかの有名な観光地がある。しかし、ほとんどの観光客はこの目立たない地域を通過し、エイベル・タスマン国立公園、ハンマースプリングス、もしくは西海岸に行く場合にはグレイマスおよび南方の氷河など、異なる観光地を訪れる。

## エンターテイメント
この街にはセントジェームズシアターという名の映画館兼劇場がひとつある。424名の観客が着席可能。

## アクセス
ブラー川河口の反対側に小さな空港があり、ニュージーランド航空がウェリントンとの間に毎日一便、旅客機を運航している。また月・金曜はウエストコースト航空も運航している。
また、国道（ハイウェイ）6号線でグレイマスまでは南に約100km。また、同道をブラー峡谷（北東）方向に進むとネルソンがある。